# Eväjärvi
Eväjärvi eller Kolhinselkä är en sjö i Finland. Den ligger i kommunen Jämsä i landskapet Mellersta Finland, i den södra delen av landet, 180 km norr om huvudstaden Helsingfors. Eväjärvi ligger 110,6 meter över havet. Arean är 8,72 kvadratkilometer och strandlinjen är 36,17 kilometer lång. Sjön  ingår i Kumo älvs huvudavrinningsområde.   I omgivningarna runt Eväjärvi växer i huvudsak blandskog. Den sträcker sig 8,1 kilometer i nord-sydlig riktning, och 2,9 kilometer i öst-västlig riktning.
I övrigt finns följande i Eväjärvi:
- Selkisaari (en ö)
- Vehkosaari (en ö)
- Salmisaari (en ö)
- Pitkäsaari (en ö)
- Pitosaari (en ö)
- Korkeisto (en ö)
- Ruokoluoto (en ö)
- Pirttisaari (en ö)
- Isänsaari (en ö)
- Kotisaari (en ö)
- Yksipuinen (en ö)
- Pikkukari (en ö)
- Apajaluoto (en ö)